# Dimitrios Ptochos
Dimitrios Ptochos (gr. Δημήτρης Πτωχός; ur. w 1976) – grecki informatyk, inżynier elektryk i polityk, od 2024 roku gubernator Peloponezu. 

## Życiorys
Ukończył inżynierię elektryki i informatykę na Politechnice Narodowej w Atenach. Na tej samej uczelni uzyskał tytuł doktora w dziedzinie badań operacyjnych i systemów informatycznych. Uczestniczył także w programie Executive Education na Massachusetts Institute of Technology (MIT). Pracował w międzynarodowych korporacjach z obszaru administracji i informatyki. Wykładał na macierzystej uczelni jako adiunkt w dziedzinie badań operacyjnych i technologii informacyjnych. W 2006 roku założył firmę People.

### Działalność polityczna
Dołączył do Nowej Demokracji, gdzie w 2011 roku został sekretarzem partii ds. nowych technologii, badań naukowych i innowacji. Od 2012 do 2014 roku pełnił funkcję dyrektora Biura Planowania Strategicznego i Cyfrowego w Kancelarii Premiera Andonisa Samarasa, a w 2014 roku został mianowany Sekretarzem Generalnym Koordynacji Rządowej (odpowiadając za pracę rządu), był nazywany "asystentem premiera".
W lipcu 2023 roku ND ogłosiła jego kandydaturę na gubernatora Peloponezu, a w sierpniu tego samego roku jego prezentacji jego sylwetki dokonał premier Kiriakos Mitsotakis. W wyborach samorządowych w październiku 2023 roku, w drugiej turze został wybrany gubernatorem, otrzymał 52,77% głosów. W grudniu tego samego roku został zaprzysiężony na stanowisku, a funkcję objął 1 stycznia 2024 roku. W styczniu 2025 roku został drugim wiceprzewodniczącym Związku Regionów Grecji, w tym samym miesiącu wybrano go członkiem Europejskiego Komitetu Regionów, w którym dołączył do frakcji Europejskiej Partii Ludowej.